# Big Mac

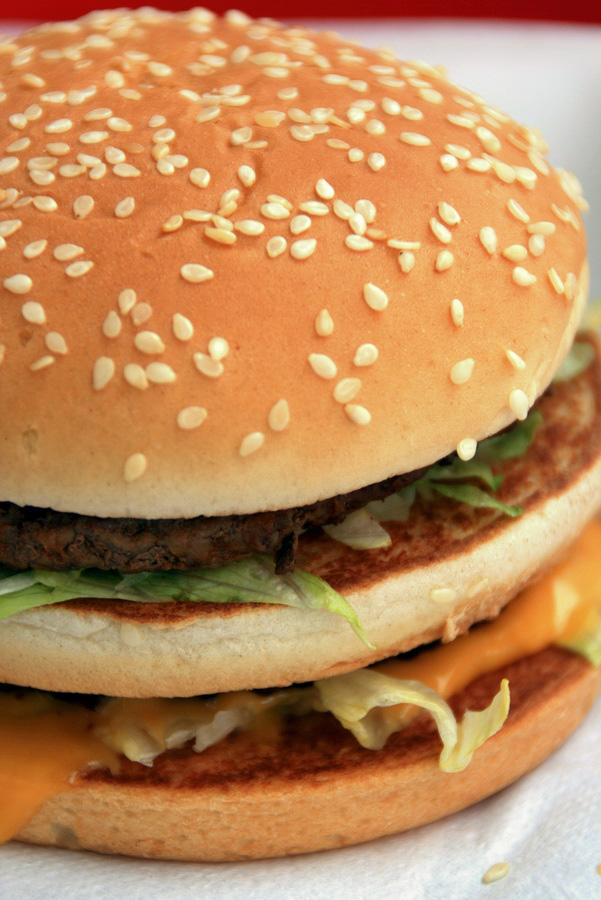
Big Mac

Big Mac – rodzaj dużego hamburgera serwowanego od 1968 w sieci fast food McDonald’s. Cechuje go podwójna porcja mięsa i dodatkowa warstwa bułki umieszczona dokładnie w połowie. Jest to jeden z najbardziej charakterystycznych produktów marki McDonald’s.

## Pomysł
Big Maca wymyślił w 1967 Michael James „Jim” Delligatti (1918–2016) z Uniontown w Pensylwanii. Big Mac zdobywał popularność w zawrotnym tempie: najpierw skopiowali go inni franczyzobiorcy w Pensylwanii, a w 1968 wszedł do oficjalnego menu sieci. Jest sprzedawany w ponad 100 krajach na całym świecie.
Według obliczeń sieci w 2007, w 40. urodziny Big Maca, we wszystkich filiach McDonald’s na całym świecie co 17 sekund sprzedawano jedną kanapkę Delligattiego.

## Skład
Skład kanapki BigMac:
- bułka BM (tostowana 34–36 s)
- sos BM (2 × 15 ml)
- cebula moczona (2 × 3,5 g)
- sałata BM (drobno krojona, 2 × 14 g)
- ogórek konserwowy (2 plastry, na środek bułki)
- ser Cheddar (1 plaster, na dole bułki)
- dwa kawałki mięsa wołowego 10:1 (tzn. 10 kawałków mięsa zrobionych z 1 funta)

## Wartości odżywcze
Big Mac waży 215 gramów oraz zawiera 550 kcal i 29 gramów tłuszczu (75 mg cholesterolu).

## Prawa do marki
We wspólnocie europejskiej prawa do marki Big Mac nie należą do McDonald’s. Instytucja wspólnotowa zabrała firmie wyłączność do prawa w 2019 stwierdzając, że McDonald’s nie wykorzystywał w sposób nowatorski marki przez ostatnie 5 lat. Było to stwierdzone na podstawie sprawy wniesionej przez irlandzką sieć Supermac’s, której właścicielem jest Pat McDonagh. Burger King bardzo szybko zaczął wykorzystywać nazwę w reklamie, tworząc slogany w rodzaju: "Jak Big Mac, ale w rzeczywistości wielki".